# Río Ponsul
El río Ponsul es un río de Portugal, que transcurre por los concejos de Idanha-a-Nova y Castelo Branco, con un curso de 82 km. Es el primer afluente íntegramente portugués de la margen derecha del río Tajo. 

## Geografía
Nace en la Serra do Ramiro y a poca distancia de su nacimiento está represado por el embalse de regulación y regadío de Penha García, para bordear después la colina sobre la que se asienta la antigua ciudad romana de Egitania (Idanha-a-Velha), ser de nuevo remansado por el embalse del Mariscal Carmona o de Idanha, cuyo fin fundamental es el regadío y la producción hidroeléctrica, y rodear la localidad de Idanha-a-Nova, para desembocar en el Tajo en el territorio de Malpica do Tejo, estando afectado en esta zona por el embalse español de Cedillo.

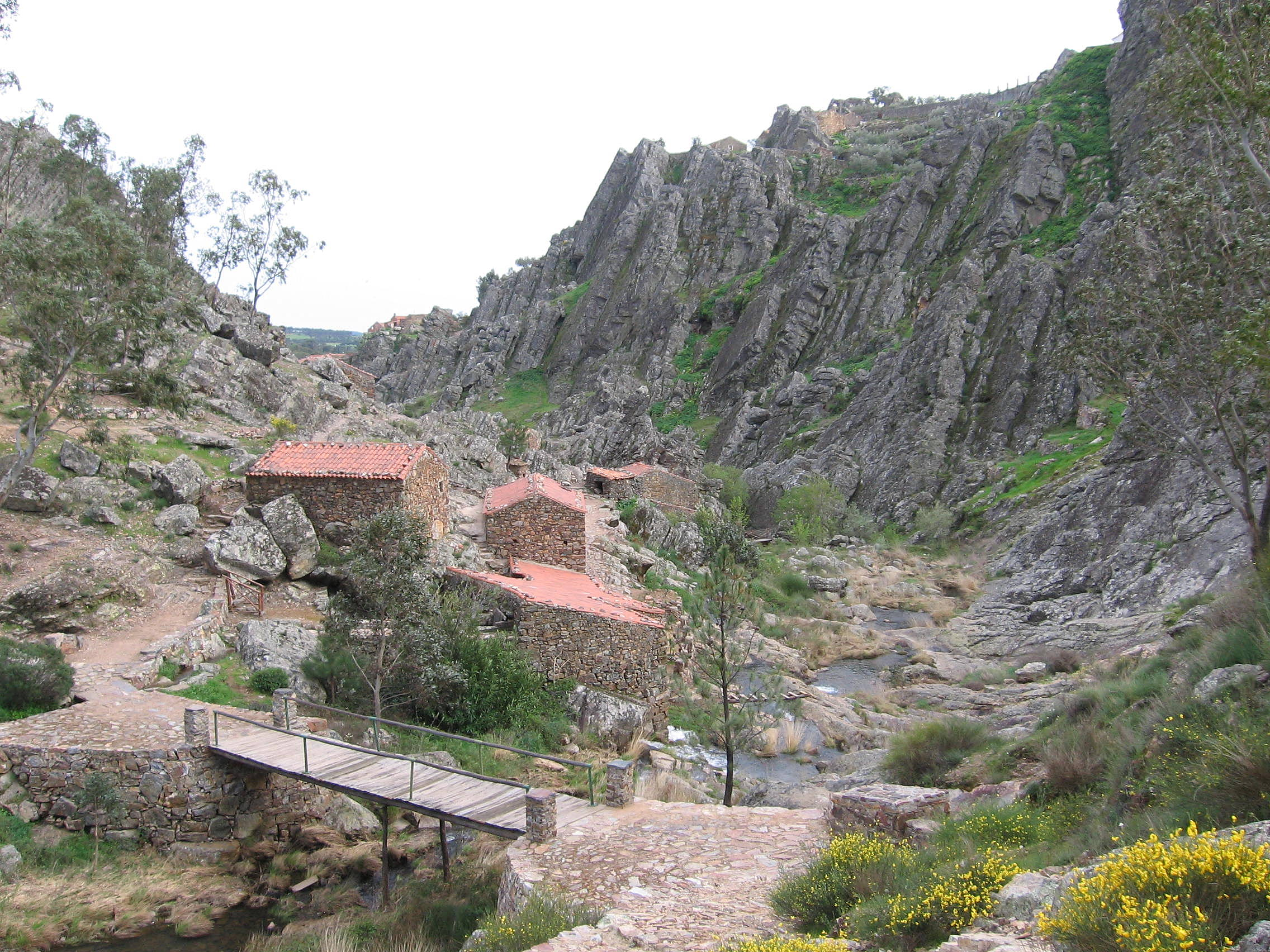
Curso alto del río Ponsul en la Sierra de Penha García, cerca del nacimiento del río.

Su régimen es pluvial oceánico, lo que determina que tenga acusados estiajes.
Sirve de frontera entre los concelhos de Castelo Branco y de Vila Velha de Ródão.